# Мірча Реднік
Мірча Редник (рум. Mircea Rednic, нар. 9 квітня 1962, Хунедоара) — румунський футболіст, що грав на позиції захисника. По завершенні ігрової кар'єри — футбольний тренер.
Виступав на батьківщині за клуби «Корвінул», «Динамо» (Бухарест) та «Рапід» (Бухарест), а також бельгійські «Стандард» (Льєж) та «Сент-Трюйден» і турецький «Бурсаспор». У складі національної збірної Румунії був учасником чемпіонату світу та Європи.

## Клубна кар'єра
Народився 9 квітня 1962 року в місті Хунедоара. Вихованець футбольної школи клубу «Корвінул» з рідного міста. Дорослу футбольну кар'єру розпочав на початку 1980 року в основній команді того ж клубу, в якій провів три з половиною сезони, взявши участь у 96 матчах чемпіонату.
Своєю грою за цю команду привернув увагу представників тренерського штабу столичного «Динамо», до складу якого приєднався 1983 року. Відіграв за бухарестську команду наступні сім сезонів своєї ігрової кар'єри. Більшість часу, проведеного у складі бухарестського «Динамо», був основним гравцем команди. За цей час Реднік виграв з командою два титули чемпіона, три Кубка країни і досяг півфіналу на Кубка європейських чемпіонів і Кубка Кубків.
Після падіння комуністичного режиму виїхав за кордон, провівши спочатку весняну частину сезону 1990/91 в Туреччині за «Бурсаспор», після чого влітку 1991 року уклав контракт з бельгійським «Стандардом» (Льєж), у складі якого провів наступні п'ять років своєї кар'єри гравця. Граючи у складі «Стандарда» також здебільшого виходив на поле в основному складі команди, вигравши у сезоні 1992/93 Кубок Бельгії.
Після цього протягом сеону 1996/97 років захищав кольори іншої бельгійської команди «Сент-Трюйден».
Завершив професійну ігрову кар'єру у клубі «Рапід» (Бухарест), за який виступав протягом 1997—2000 років, вигравши за цей час чемпіонат, Кубок і Суперкубок Румунії.

## Виступи за збірну
1981 року дебютував в офіційних матчах у складі національної збірної Румунії.
У складі збірної був учасником чемпіонату Європи 1984 року у Франції та чемпіонату світу 1990 року в Італії.
Протягом кар'єри у національній команді, яка тривала 11 років, провів у формі головної команди країни 83 матчі, забивши 2 голи у ворота Китаю (4:2) і Бельгії (2:2).

## Кар'єра тренера
Розпочав тренерську кар'єру відразу ж по завершенні кар'єри гравця, 2000 року, очоливши тренерський штаб клубу «Рапід» (Бухарест).
2001 року Реднік став головним тренером «Бакеу», проте незабаром повернувся в «Рапід», з яким виграв чемпіонат, Кубок і два Суперкубка Румунії.
У 2004 року Мірча недовго очолював саудівський «Аль-Наср» (Ер-Ріяд), після чого повернувся на батьківщину і очолював «Університатю» (Крайова) та «Васлуй».
2006 року Реднік почав тренувати «Динамо» (Бухарест). З «динамівцями» Реднік також виграв чемпіонат і Кубок країни, ставши лише другим тренером (першим був Мірча Луческу) з часів революції, який здобував румунські трофеї з різними клубами. Після того, як він не зміг пробитись з командою в груповий етап Ліги чемпіонів в сезону 2007/08 років, Реднік пішов в відставку, а в жовтні 2007 року повернувся до «Рапіда», де пропрацював лише кілька місяців до своєї відставки в березні 2008 року.
Влітку того ж року він знову очолив «Динамо», де провів один рік. Перед початком підготовки до нового сезону Реднік оголосив, що не може надалі тренувати клуб через призначення Корнела Діну на посаду спортивного менеджера клубу..
З серпня по листопад 2009 року румунський спеціаліст був головним тренером владикавказської «Аланії», що виступала в першому російському дивізіоні, але не зумів вивести команду в еліту.
З літа 2010 року по 5 грудня 2011 року був тренером азербайджанського клубу «Хазар-Ленкорань».
У березні 2012 року він підписав контракт до кінця сезону 2011/12 з «Астрою» (Плоєшті), по завершенні якого в травні 2012 року очолив «Петролул». У цій команді Реднік також довго не пропрацював і в жовтні того ж року підписав контракт з бельгійським «Стандардом» (Льєж), де працював до кінця сезону, після чого покинув клуб через конфлікт з керівництвом клубу.
14 червня 2013 року Реднік став новим головним тренером «ЧФР Клуж», але розірвав свій контракт за взаємною згодою лише через два місяці по тому, здобувши лише одну перемогу в перших чотирьох матчах в чемпіонаті.
1 жовтня 2013 року було оголошено, що Реднік повертається до Бельгії, де очолює «Гент». 9 квітня 2014 року Мірча був звільнений після того, як клуб не пробився в чемпіонський плей-оф, а в плей-оф за Лігу Європи клуб показував не найкращі результати.
В січні 2015 року Реднік очолив «Петролул», проте вже в травні втретє очолив «Динамо» (Бухарест), з яким працював до кінця сезону 2015/16 року.

## Титули і досягнення

### Гравця
- Чемпіон Румунії (3): 1983/84, 1989/90, 1998/99
- Володар Кубку Румунії (4): 1983/84, 1985/86, 1989/90, 1997/98
- Володар Суперкубка Румунії : 1999
- Володар Кубку Бельгії : 1992/93

### Тренера
- Чемпіон Румунії (2): 2002/03, 2006/07
- Володар Кубка Румунії (2): 2001/02, 2006/07
- Володар Суперкубка Румунії (3): 2002, 2003, 2007
- Володар міжнародного кубка Дамаска: 2004
- Володар Кубка Азербайджану: 2010/11